# زيلبور لامع
زيلبور لامع (الاسم العلمي:Xyleborus nitens) هو نوع من الحشرات يتبع جنس الزيلبور من فصيلة السوسية الحقيقية.